# Anosia pietersii
Anosia pietersii är en fjärilsart som beskrevs av William Doherty 1891. Anosia pietersii ingår i släktet Anosia och familjen praktfjärilar. Inga underarter finns listade i Catalogue of Life.